# Lee Moriarty
Julian Lee Moriarty (nascido em 6 de junho de 1994) é um lutador profissional americano. Ele está atualmente contratado pela All Elite Wrestling (AEW), onde atua sob o nome de ringue Lee Moriarty e é membro da facção Shane Taylor Promotions. Ele também se apresenta na promoção irmã Ring of Honor (ROH), onde é o atual Campeão Puro da ROH, em seu primeiro reinado.

## Carreira no Wrestling Profissional

### Primeiros Anos (2015–2021)
Lee Moriarty iniciou seu treinamento no wrestling profissional em fevereiro de 2015, sob a orientação de Brandon K e Dean Radford, na Pro Wrestling eXpress (PWX), próxima à sua cidade natal, Pittsburgh. Ele fez sua estreia no mesmo ano.

### All Elite Wrestling / Ring of Honor (2021–presente)
Em agosto de 2021, Moriarty participou de sua primeira luta na All Elite Wrestling (AEW) em um episódio gravado do AEW Dark. Ele assinou com a promoção dois meses depois. Durante a preparação para o evento All Out 2022, Moriarty foi recrutado por Stokely Hathaway, junto com Ethan Page, Colten Gunn, Austin Gunn e W. Morrissey. No episódio de 14 de setembro de 2022 do AEW Dynamite, o nome de seu grupo foi revelado como "The Firm", atuando como a equipe de apoio de MJF.
Em setembro de 2023, Moriarty se uniu a Shane Taylor para reformar o antigo grupo de Taylor, "Shane Taylor Promotions". Em julho de 2024, no evento Death Before Dishonor, Moriarty derrotou Wheeler Yuta para conquistar o ROH Pure Championship pela primeira vez. Em dezembro de 2024, no evento Final Battle, Moriarty defendeu com sucesso seu título contra Nigel McGuinness em um desafio aberto.

## Campeonatos e Conquistas
- Daily Wrestling
  - Match Madness (2021)[8]

- Enjoy Wrestling
  - Enjoy Cup Championship (1 vez, inaugural)[9]
  - Enjoy Cup Championship Tournament (2021)[10]

- IndependentWrestling.TV
  - IWTV Independent Wrestling Championship (1 vez)[9]
  - Venceu no torneio The Masked Wrestler Tournament[11]

- Lucha Memes
  - Battle of Coacalco (2021)[12]

- Pro Wrestling eXpress
  - PWX Heavyweight Championship (1 vez)[9]
  - PWX Three Rivers Championship (2 vezes)[9]
  - PWX Tag Team Championship (1 vez) – com Crusher Hansen, Samuel Adams, Dirk Ciglar e Gannon Jones Jr.[9]
  - 10th Annual Shawn 'Shocker' Evans Memorial Tournament (2017)[13]
  - PWX Heavyweight Championship Tournament (2016)[14]

- Quaker City Wrestling
  - QCW Heavyweight Championship (1 vez)[15]

- Ring of Honor
  - ROH Pure Championship (1 vez, atual)
  - Venceu Wheeler Yuta no evento Death Before Dishonor em julho de 2024

- Ryse Wrestling
  - Ryse Grand Championship (1 vez)[9]